# Козиха (Кировская область)
Козиха — опустевшая деревня в составе Немского района Кировской области. 

## География
Находится у левого берега реки Лобань на расстоянии примерно 14 километров по прямой на восток от районного центра поселка Нема.

## История
Деревня известна с 1783 года как починок При Мельнице Каратаевской. В 1873 году учтен двор 1 и жителей 6, в 1905 3 двора и 14, в 1926 8 и 28, в 1950 23 и 79 соответственно, в 1989 9 жителей . До 2021 года входила в Немское сельское поселение Немского района, ныне непосредственно в составе Немского района.

## Население
Постоянное население  составляло 1 человек (русские 100%) в 2002 году, 0 в 2010.